# Nereis baolingi
Nereis baolingi är en ringmaskart som beskrevs av Leon-Gonzalez och Solis-Weiss 2000. Nereis baolingi ingår i släktet Nereis och familjen Nereididae. Inga underarter finns listade i Catalogue of Life.